# Sphenoraia rutilans
Sphenoraia rutilans (лат.) — вид жуков-листоедов рода Sphenoraia из подсемейства Козявки (Hylaspini, Galerucinae).

## Распространение
Встречается в Юго-Восточной, Южной и Центральной Азии: Бангладеш, Бутан, Индия, Непал, Пакистан, Китай (Юньнань), Кашмир, Мьянма.

## Описание
Мелкие жуки-листоеды. Самец: длина 7,8—8,2 мм, ширина 4,9—5,2 мм. Самка: длина 8,0—8,2 мм, ширина 5,0—5,4 мм. Тело тёмно-синее, усики коричневые. У самцов вертекс мелко и редко покрыт точками; лобные бугорки отчётливо приподняты, каждый отделён от другого глубокой бороздой; усики короткие, крепкие, вытянуты до середины надкрылий; антенномеры 1—3 тонкие, блестящие; антенномеры 4—11 широкие и плоские, с короткими волосками. Пронотум примерно в два раза шире длины, с округлыми боковыми краями; диск покрыт точками, с боковой парой неглубоких вдавлений. Щитик треугольный, с округлой вершиной, гладкий, пунктированный. Основания обоих надкрылий шире переднеспинки, постепенно расширяются кзади и закруглены на вершине; дорсальная поверхность слабо выпуклая, неравномерно покрыта точками, промежутки между точками равны диаметру отдельных точек. Метастернум вдвое длиннее мезостернума; передние ноги самые короткие, средние ноги немного длиннее, задние ноги самые длинные. Нижняя поверхность брюшка с 5 сегментами, самый длинный сегмент 1, сегменты 2—4 постепенно укорочены, вершинный сегмент немного длиннее третьего сегмента. Вид был впервые описан в 1831 году.